# Campionato argentino di rugby a 15 1988
Il Campionato argentino di rugby a 15 1988  è stato vinto per il secondo anno consecutivo dalla selezione di Unión de Rugby de Tucumán che ha battuto in finale la selezione di Buenos Aires.
La nuova formula del campionato prevede la suddivisione delle squadre in due "livelli".
Le migliori 8 dell'edizione precedente disputano il torneo per il campionato, mentre le altre disputano il torneo "classificacion". Due le retrocessioni/promozioni previste.

## Contesto
- La nazionale francese visita il Sudamerica. Contro i Pumas (senza Hugo Porta che ha lasciato l'attività internazionale dopo 15 anni) si aggiudica il primo match (18-15), ma cede nel secondo per 18-6.

- A fine anno l'Argentina restituisce la visita. Due vittorie per i francesi.
- La selezione Buenos Aires.  si aggiudica il campionato "Juvenil".

## Torneo "Campeonato"

### Girone A
|          | TUC   | CBA   | ROS   | SFE   |
| -------- | ----- | ----- | ----- | ----- |
| Tucumàn  | ––––  | 20-16 | 43-3  | 25-18 |
| Cordoba  | 16-20 | ––––  | 30-15 | 19-10 |
| Rosario  | 3-43  | 15-30 | ––––  | 57-4  |
| Santa Fè | 18-25 | 10-19 | 4-57  | ––––  |

| pos | Squadra  | G. | V. | N. | P. | P+ | P-  | Diff. | Pt. |
| 1   | Tucumàn  | 3  | 3  | 0  | 0  | 88 | 37  | 51    | 6   |
| 2   | Cordoba  | 3  | 2  | 0  | 1  | 65 | 45  | 20    | 4   |
| 3   | Rosario  | 3  | 1  | 0  | 2  | 75 | 77  | -2    | 2   |
| 4   | Santa Fè | 3  | 0  | 0  | 3  | 32 | 101 | -69   | 0   |

Alle semifinali: Tucumàn e Cordoba

Retrocede: Santa Fè

### Girone B
|               | B-A   | CUY   | E-R   | MdP   |
| ------------- | ----- | ----- | ----- | ----- |
| Buenos Aires  | ––––  | 35-33 | 52-24 | 53-12 |
| Cuyo          | 33-35 | ––––  | 24-18 | 27-10 |
| Entre Rios    | 24-52 | 18-24 | ––––  | 29-16 |
| Mar del Plata | 12-53 | 10-27 | 16-29 | ––––  |

| pos | Squadra       | G. | V. | N. | P. | P+  | P-  | Diff. | Pt. |
| 1   | Buenos Aires  | 3  | 3  | 0  | 0  | 140 | 69  | 71    | 6   |
| 2   | Cuyo          | 3  | 2  | 0  | 1  | 84  | 63  | 21    | 4   |
| 3   | Entre Rios    | 3  | 1  | 0  | 2  | 71  | 92  | -21   | 2   |
| 4   | Mar del Plata | 3  | 0  | 0  | 3  | 38  | 109 | -71   | 0   |

Alle semifinali: Buenos Aires e Cuyo

Retrocede: Mar del Plata

### Semifinali
| Mar del Plata 5 novembre 1988 | Tucumàn | 0 – 43 | Cuyo | Estadio Mundialista |

| Mar del Plata 5 novembre 1988 | Buenos Aires | 62 – 6 | Cordoba | Estadio Mundialista |

### Finale 3-4 posto
| Mar del Plata 5 novembre 1988 | Cordoba | 31 – 27 | Cuyo | Estadio Mundialista |

### Finale
| Arbitro: | Miguel A. Peyrone (Rosario) |

|                                                                     |           |                                        |
| mete: Williams, Gianotti 1 meta tecnica trasf. Sauze 2 c.p. Sauze 3 | Marcatori | mete Piran c.p. Piccardo drop Piccardo |

- Campione: Tucumán

## Torneo "Classificacion"

### Girone C
|                      | STG   | NOE   | SAL   | MIS   | JUJ   |
| -------------------- | ----- | ----- | ----- | ----- | ----- |
| Santiago de l'Estero | ––––  | 9-7   | 38-16 | 9-20  | 66-15 |
| Noreste              | 7-9   | ––––  | 26-15 | 24-8  | 31-10 |
| Salta                | 16-38 | 15-26 | ––––  | 24-18 | 76-6  |
| Misiones             | 20-9  | 8-24  | 18-24 | ––––  | 38-0  |
| Jujuy                | 15-66 | 10-31 | 6-76  | 0-38  | ––––  |

| pos | Squadra              | G. | V. | N. | P. | P+  | P-  | Diff. | Pt. |
| 1   | Santiago de l'Estero | 4  | 3  | 0  | 1  | 122 | 58  | 64    | 6   |
| 2   | Noreste              | 4  | 3  | 0  | 1  | 88  | 42  | 46    | 6   |
| 3   | Salta                | 4  | 2  | 0  | 2  | 131 | 88  | 43    | 4   |
| 4   | Misiones             | 4  | 2  | 0  | 2  | 84  | 57  | 27    | 4   |
| 5   | Jujuy                | 4  | 0  | 0  | 4  | 31  | 211 | -180  | 0   |

Promossa: Santiago de l'Estero (per vittoria nello scontro diretto contro Noreste).

### Girone D
|            | S-J   | SUR   | A-V   | CHU   | AUS   |
| ---------- | ----- | ----- | ----- | ----- | ----- |
| San Juan   | ––––  | 29-21 | 28-18 | 45-0  | 31-3  |
| Sur        | 21-29 | ––––  | 41-0  | 30-15 | 46-18 |
| Alto Valle | 18-28 | 0-41  | ––––  | 22-6  | 17-12 |
| Chubut     | 0-45  | 15-30 | 6-22  | ––––  | 16-15 |
| Austral    | 3-31  | 18-46 | 12-17 | 15-16 | ––––  |

| pos | Squadra    | G. | V. | N. | P. | P+  | P-  | Diff. | Pt. |
| 1   | San Juan   | 4  | 4  | 0  | 0  | 133 | 42  | 91    | 8   |
| 2   | Sur        | 4  | 3  | 0  | 1  | 138 | 62  | 76    | 6   |
| 3   | Alto Valle | 4  | 2  | 0  | 2  | 57  | 87  | -30   | 4   |
| 4   | Chubut     | 4  | 1  | 0  | 3  | 37  | 112 | -75   | 2   |
| 5   | Austral    | 4  | 0  | 0  | 4  | 48  | 110 | -62   | 0   |

Promossa: San Juan